# Fatal Fury: City of the Wolves
Fatal Fury: City of the Wolves, est un jeu vidéo de combat développé par KOF Studio et édité par SNK. Il s'agit de la première nouvelle entrée dans la série Fatal Fury depuis 26 ans, après la sortie de Garou: Mark of the Wolves (1999) le dernier jeu vidéo de combat de la série SNK (ancienne société) produit avant la faillite de la société d'origine en 30 octobre 2001, et sert de suite à l'histoire de ce jeu. Le jeu sort sur PlayStation 4, PlayStation 5, Windows et Xbox Series X/S le 24 avril 2025,.

## Système de jeu
Le gameplay de City of the Wolves, est similaire à celui de son prédécesseur, les combats se déroulant sur un plan de déplacement bidimensionnel. Plusieurs mécanismes de Mark of the Wolves ont été conservés dans City of the Wolves, notamment le système T.O.P., rebaptisé « Selective Potential Gear » (S.P.G.), et le mécanisme « Just Defense », qui comprend une variante « Hyper Defense » élargie conçue pour protéger contre les attaques qui frappent plusieurs fois. En plus des coups normaux de base et des coups spéciaux, les joueurs peuvent également accéder aux super-attaques « Gear » en remplissant deux compteurs situés en bas de l'écran. En dépensant un seul mètre, il effectue une attaque Ignition Gear, tandis que les deux mètres peuvent être dépensés pour effectuer une attaque Redline Gear plus puissante. La super-attaque la plus puissante, l'engrenage caché, nécessite de dépenser les deux compteurs lorsque le S.P.G. est actif.
Une nouvelle mécanique introduite dans le jeu est le « système Rev ». Les joueurs peuvent utiliser plusieurs types de capacités Rev, notamment les « Arts Rev », des versions améliorées des coups spéciaux d'un personnage, le « Coup Rev », une attaque qui permet de mettre de la distance entre deux personnages, l'« Accélération Rev », qui permet d'enchaîner les attaques pour créer des combos, et la « Garde Rev », un blocage défensif qui repousse les adversaires au moment où leur attaque se déclenche. L'utilisation de ces techniques entraîne le remplissage progressif de la jauge de révolutions du personnage. Une fois pleine, le personnage entre en état de surchauffe et ne peut plus utiliser de capacités de révolutions jusqu'à ce qu'elle soit complètement épuisée. Le joueur concerné pourra vider sa jauge plus rapidement en s'approchant activement de son adversaire et en l'attaquant. Le jeu propose deux schémas de contrôle au choix : « Arcade Style », qui propose des contrôles traditionnels comme dans les précédents opus de la série, et « Smart Style », un schéma de contrôle simplifié qui permet aux joueurs d'effectuer des attaques et des combos en utilisant uniquement les commandes directionnelles de base et en appuyant sur un seul bouton, bien que certaines capacités soient inaccessibles en « Smart Style ».
En plus du mode arcade standard, le jeu propose un mode solo appelé « Episodes of South Town ». Ce mode comporte des mécanismes de RPG et propose aux joueurs de sélectionner des missions disséminées sur la carte de South Town afin de gagner des points d'expérience et des compétences supplémentaires pour le personnage de leur choix. En progressant dans ce mode, le joueur débloque de nouvelles tenues, couleurs et motifs avec lesquels il peut personnaliser son personnage dans le mode « Color Edit ». Il est également possible d'écouter de la musique provenant d'autres jeux Fatal Fury et Art of Fighting pendant les combats ou à l'aide d'un juke-box intégré au jeu. Le jeu prend en charge le multijoueur en ligne, y compris le rollback netcode et le jeu multiplateforme.

## Personnages jouables
Alors que le jeu précédent, Mark of the Wolves, proposait une liste de combattants jouables presque entièrement nouvelle, City of the Wolves marque le retour de plusieurs personnages des jeux Fatal Fury précédents, ainsi que de personnages issus de la série sœur de Fatal Fury, Art of Fighting.
City of the Wolves est le premier jeu Fatal Fury à faire intervenir des personnages invités qui n'ont pas été créés par SNK,. Le footballeur professionnel Cristiano Ronaldo, et le DJ Salvatore Ganacci sont des personnages jouables dans la liste de base du jeu,. La première saison de DLC inclut également deux personnages de la franchise Street Fighter de Capcom.
Les nouveaux venus sont indiqués en gras, tandis que les personnages invités sont indiqués en italique.

### Personnages de base
City of the Wolves comprend 17 personnages dans sa liste de base.
- B. Jenet[15]
- Billy Kane[16]
- Cristiano Ronaldo
- Gato[17]
- Hokutomaru
- Hotaru Futaba
- Cain R. Heinlein
- Kevin Rian[18]
- Kim Dong Hwan[19]
- Mai Shiranui
- Marco Rodrigues[20]
- Preecha
- Rock Howard
- Salvatore Ganacci
- Terry Bogard
- Tizoc
- Vox Reaper

### Personnages de la saison 1
Cinq personnages sont prévus dans le cadre de la première saison de contenu téléchargeable. 
- Andy Bogard
- Chun-Li
- Joe Higashi[21]
- Ken Masters
- Mr. Big

## Développement et commercialisation
En 2005, lors de l'événement KOF Year-End Party, l'illustrateur de SNK Playmore Falcoon a mentionné qu'une suite à Garou: Mark of the Wolves était complétée à 70% pour la Neo Geo par l'équipe de SNK (ancienne société). Falcoon a également confirmé que l'un des nouveaux personnages prévus était un élève de l'ancien personnage de Fatal Fury, Joe Higashi. En juillet 2006, SNK Playmore a déclaré qu'ils travaillaient toujours sur la suite, en disant qu'ils utiliseraient des graphismes modernes en haute résolution au lieu du niveau de qualité de résolution vu dans le jeu original. Lors d'une interview en mars 2008, les développeurs de SNK Playmore USA ont déclaré qu'il n'y avait pas de calendrier concret pour le jeu et qu'ils prévoyaient de faire la suite avec une nouvelle technologie. En juin 2016, SNK a révélé des illustrations et des sprites du casting de la version Neo Geo annulée. Le directeur de SNK Nobuyuki Kuroki a déclaré en février 2020 qu'il était personnellement intéressé par la « renaissance » de la série Fatal Fury.
Lors de l'EVO 2022, il a été révélé qu'un nouveau jeu Fatal Fury était officiellement en cours de développement chez SNK. À l'EVO 2023, SNK a annoncé que le titre du jeu serait Fatal Fury: City of the Wolves, et a révélé un premier aperçu du gameplay, démontrant qu'il s'agirait d'un jeu de combat en 2,5D similaire à leurs autres jeux de combat contemporains Samurai Shodown (2019) et The King of Fighters XV (2022). En mars 2024, la sortie du jeu a été officiellement annoncée pour 2025. En outre, il a été annoncé que City of the Wolves serait le premier jeu Fatal Fury à proposer une piste vocale en anglais, et le premier jeu SNK à le faire depuis The King of Fighters XII (2009).
Après un teaser en septembre 2024, l'athlète professionnel Cristiano Ronaldo, a été annoncé comme personnage jouable en mars 2025,. L'annonce a été accueillie par des critiques, de nombreux médias affirmant que Ronaldo n'avait pas sa place dans le jeu, en particulier compte tenu de l'histoire des controverses entourant l'athlète ; plusieurs ont estimé que son inclusion était le résultat de la propriété partagée de SNK et de l'Al Nassr FC dans le cadre d'organisations gérées par le prince héritier d'Arabie saoudite Mohammed ben Salmane,,,,. L'annonce de Ronaldo a été suivie par la confirmation du musicien Salvatore Ganacci en tant que personnage jouable en avril 2025.

## Sortie
Fatal Fury: City of the Wolves sort sur PlayStation 4, PlayStation 5, Windows et Xbox Series X/S le 24 avril 2025. Il n'est disponible qu'au format « Édition spéciale », qui comprend le jeu de base et le premier season pass. Les joueurs qui précommandent le jeu reçoivent un costume supplémentaire pour Terry, inspiré de son apparition dans Fatal Fury 2 (1992), ainsi que trois jours d'accès anticipé. Lors du Tokyo Game Show 2024, il a été annoncé que Ken et Chun-Li de la série Street Fighter de Capcom seraient ajoutés à City of the Wolves dans le cadre de la première saison de contenu téléchargeable, après l'apparition similaire de Terry et Mai en tant que DLC dans Street Fighter 6 cette année-là. Les trois autres personnages de la saison ont été annoncés lors des Evo Awards 2025.